# Torneo di Wimbledon 2022 - Doppio femminile in carrozzina

La campionessa in carica Yui Kamiji e la sua compagna Dana Mathewson hanno sconfitto in finale Diede de Groot e Aniek van Koot con il punteggio di 6–1, 7–5.
Kamiji e Jordanne Whiley erano le campionesse in carica, ma Whiley si è ritrirata dal tennis professionistico nel Novembre 2021.

## Teste di serie
1. Diede de Groot /  Aniek van Koot (finale)

1. Kgothatso Montjane /  Lucy Shuker (semifinale)

## Tabellone

### Legenda
| - Q = Qualificato - WC = Wild card - LL = Lucky loser | - ALT = Alternate - SE = Special Exempt - PR = Protected Ranking | - w/o = Walkover - r = Ritirato - d = Squalificato |

|  | Semifinali | Semifinali                     | Semifinali                     | Semifinali | Semifinali |  |  | Finale | Finale                        | Finale                        | Finale | Finale |  |
|  |            |                                |                                |            |            |  |  |        |                               |                               |        |        |  |
|  | 1          | Diede de Groot Aniek van Koot  | Diede de Groot Aniek van Koot  | 7          | 7          |  |  |        |                               |                               |        |        |  |
|  |            | Jiske Griffioen Momoko Ohtani  | Jiske Griffioen Momoko Ohtani  | 5          | 5          |  |  | 1      | Diede de Groot Aniek van Koot | Diede de Groot Aniek van Koot | 1      | 5      |  |
|  |            | Yui Kamiji Dana Mathewson      | Yui Kamiji Dana Mathewson      | 6          | 6          |  |  |        | Yui Kamiji Dana Mathewson     | Yui Kamiji Dana Mathewson     | 6      | 7      |  |
|  | 2          | Kgothatso Montjane Lucy Shuker | Kgothatso Montjane Lucy Shuker | 4          | 2          |  |  |        |                               |                               |        |        |  |